# Tanker Coulombi Egg
Le tanker « Coulombi Egg », réalisé par Anders Björkman, est un design de tanker dont le but est de réduire l'écoulement de la cargaison en cas d’accident. Quoique reconnu par l'Organisation maritime internationale (OMI), ce design n’a pas été approuvé par les garde-côtes américains (United States Coast Guard). Un navire de ce type ne pourrait donc pas entrer dans les eaux nationales américaines. Pour cette raison, aucun n'a encore été construit.

## Concept

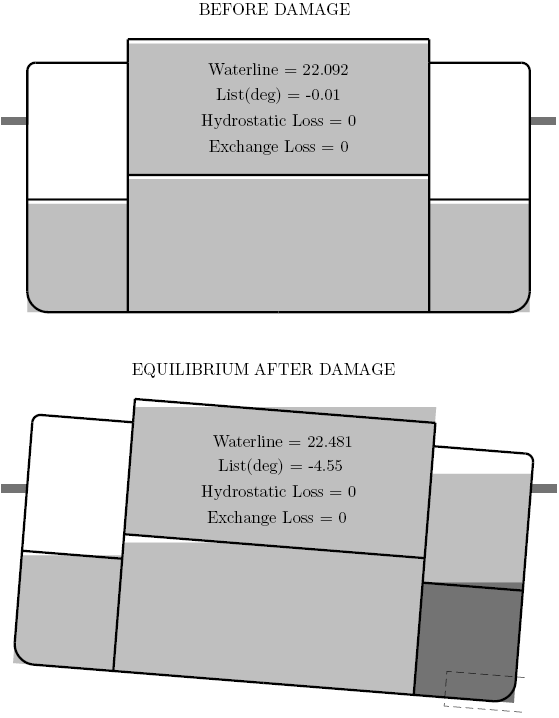
Tanker coulombi Egg, dommage à la citerne d'aile inférieure.

Le design consiste en une série de réservoirs centraux et de réservoirs d’aile (wing tank) qui sont divisés par des cloisons horizontales (bulkhead). Les réservoirs d’aile supérieurs servent de citernes à ballast et agissent comme des citernes de réception d’urgence de la cargaison liquide. Si un accident devait arriver dans l’un des réservoirs d’aile inférieurs, la cargaison liquide serait transférée au réservoir d’aile supérieur au moyen de clapets de non-retour du fait de la pression hydrostatique (la densité de la cargaison doit être inférieure à celle de l’eau de mer). 
Le design « Coulombi Egg » réduit considérablement la probabilité d’écoulement de la cargaison en cas d’accident majeur comparé au design traditionnel des tankers à doubles coques. La surface des citernes à ballast est également diminuée et demande donc moins de maintenance tout en présentant un risque inférieur de corrosion.
En cas d’incident mineur, le design en double coque ne laissera pas la cargaison liquide s’échapper des citernes, mais son efficacité est nulle en cas de collision trop importante. Comme les citernes dans les tankers a double coque sont plus larges que celles des tankers MARPOL et Pre-MARPOL, et la quantité de cargaison au-dessus du niveau de la mer étant supérieure, l’écoulement résultant en cas d’accident serait supérieur à celui d’un tanker à coque simple. Avec le tanker « Coulombi Egg », tant que la citerne d’aile supérieure n’est pas touchée, la probabilité de déversement de la cargaison est fortement diminuée, si elle n’est pas réduite à zéro.